# Howard Stark
Howard Stark es un personaje ficticio estadounidense que aparece en los cómics estadounidenses publicados por Marvel Comics. El personaje generalmente se representa como un personaje de fondo en las historias con su hijo Tony Stark y también en las historias con el Capitán América. Él es el fundador de Industrias Stark. A lo largo de la historia de publicación del personaje, Howard Stark ha aparecido en varias encarnaciones de series de cómics.
También ha sido adaptado para varios programas de televisión animados y películas. A lo largo de Marvel Cinematic Universe, el personaje ha sido retratado por Gerard Sanders, Dominic Cooper y John Slattery.

## Historial de publicación
El personaje fue creado por Archie Goodwin y diseñado por el artista Don Heck. Hizo su primera aparición en Iron Man # 28 (1 de agosto de 1970).
Descrito como un científico sarcástico y un hombre de negocios despiadado, Howard trabajó junto a su padre en varios proyectos y más tarde fundó Industrias Stark. Howard fue un ingenioso prodigio de la ingeniería mecánica, que creaba constantemente nuevas tecnologías y buscaba formas de mejorarlo. Diseñó y construyó armas y dispositivos que han revolucionado el mundo industrial, como las diversas tecnologías utilizadas por S.H.I.E.L.D. y sus aliados. Howard más tarde tuvo una esposa y tuvieron a su hijo Tony. La relación de Howard con Tony era difícil, sin embargo, Howard rara vez expresaba afecto por el niño. La principal debilidad de Howard fue su severo caso de alcoholismo, un problema que el mismo Tony heredaría. En los cómics, Howard y su esposa murieron en un accidente automovilístico, como resultado de frenos defectuosos arreglados por los competidores de la empresa Republic Oil & Gas o por el Batallón V. La muerte de Howard inspiró a su hijo a tomar en serio tanto el negocio como la ingeniería como Iron Man.

## Biografía ficticia
El hijo de Howard Stark, padre. Howard nació en Richford, Nueva York. Fue un brillante inventor, ingeniero mecánico, empresario exitoso, constructor y piloto durante toda su vida. Él al lado de su padre fueron los artífices de varios proyectos y crearon Industrias Stark. Durante su juventud, Stark trabajó en varios proyectos gubernamentales que datan de la Primera Guerra Mundial y la Segunda Guerra Mundial, como el proyecto del Capitán América de la Primera Guerra Mundial con John Crowe Ransom, que se completó durante la Segunda Guerra Mundial; el Proyecto Manhattan de la Segunda Guerra Mundial; y los robots del Arsenal, escondidos en un subsótano de su mansión. Durante la década de 1950, Stark era un agente de la organización de ciencia secreta conocida como S.H.I.E.L.D., se asoció con Nathaniel Richards.
En cierto momento, Howard se casó con Maria Collins Carbonell, con quien tuvo un hijo, Tony Stark. Howard alentó a su hijo para que se superara a sí mismo y pronto se demostró que el joven Tony había heredado el genio, el talento y la creatividad de su padre. Contemporáneo de otros poderosos hombres de negocios como Warren Worthingthon II o Craighton McCall, se sabe que formó parte del Club Fuego Infernal, aunque rechazó formar parte de su Círculo Interno. Otros grupos de los que Howard formó parte fue la Hermandad del Escudo, junto a Nathan Richards (padre del famoso genio Reed Richards) entre otros. Nathan y Howard visitaron la luna y entraron en la Ciudadela de Uatu el Vigilante. Se rumorea que formó parte del Batallón V con los que combatió amenazas como la del Cráneo Rojo aunque esto último no ha sido confirmado.
En los idus de marzo, Howard y Maria murieron en un accidente automovilístico. Se ha insinuado que el incidente no fue aleatorio y posiblemente organizado por el Batallón-V, pero esto nunca ha sido confirmado; los primeros indicios eran que el accidente fue causado por Republic Oil, pero esto tampoco está confirmado. Tony dirigía la compañía de su padre, comenzó una obra de caridad en nombre de su madre, y más tarde se convirtió en Iron Man.
Cuando Iron Man estuvo brevemente atrapado en el infierno por el Doctor Doom, Iron Man se enfrentó a lo que parecía ser Howard como uno de los tormentos de Mephisto. El espíritu «lució» una versión demoníaca de la armadura de Iron Man y se burló de Iron Man sobre debilidades emocionales. Iron Man rechazó la realidad del espíritu cuando afirmó que Iron Man había sido una desilusión para su madre, así como cualquier problema que hubiera con su padre, Iron Man sabía que María lo amaba incondicionalmente.
Durante la historia de Original Sin, un flashback reveló que Howard conoció a Nick Fury después de la muerte de Woody McCord durante la lucha contra los Tribellianos. Howard decidió mostrarle a Fury el trabajo que McCord había estado haciendo como defensor de la Tierra, neutralizando cualquier amenaza potencial para el planeta, y le ofreció el trabajo de Woody. Fury aceptó y en los años siguientes combatiría en secreto diferentes amenazas sobrehumanas de extraterrestres a monstruos subterráneos y seres extradimensionales, y esos habían sido los cadáveres que las diferentes partes habían encontrado.

## Otras versiones

### House of M
En House of M, Howard estaba vivo, mientras que el estado de Maria es desconocido. Howard entregó el control de la empresa a Tony cuando cumplió dieciséis años. Aunque está oficialmente jubilado, trabajó con Tony para construir una armadura capaz de ser los Centinelas y poderosos mutantes durante el conflicto.
Comenzaron a trabajar en Centinelas con Forja y Henry McCoy después de haber sido otorgado a un contrato de exclusividad. Planeaban incorporar un "Proyecto Visión", aunque hubo problemas con el sistema de control. Los dos también compitieron en el popular programa de televisión 'Sapien Deathmatch'.
Cuando Tony investigó un grupo de resistencia como Iron Man, los Centinelas atacaron. Uno de ellos, controlados a distancia por Howard, lo reprendió por involucrarse. Howard estaba en complot en secreto contra Magneto con Hank Pym.
Las ubicaciones de la "Bomba Genoma" fueron descubiertas por Tony como Iron Man y la Casa fue notificada. Howard había programado las Visiones y los Centinelas para que le sirvan. Dijo que esto había sido parte de un plan para hacer que los mutantes respeten a Tony por salvarlos. Tony luego lo usa como una oportunidad para atacar directamente a Magneto. Tony se negó a continuar. Magneto apareció de repente y personalmente trató con Howard, causándole la muerte.

### Ultimate Marvel
La verdadera historia de Howard Stark todavía no se ha revelado. Los datos sobre su vida son mostrados en la serie de Ultimate Iron Man han sido retroactivos como un programa de televisión en el universo de ficción sobre la vida del Hombre de Hierro. Comienza con Maria Cerrera (su segunda esposa), una brillante científica que sufrió un accidente genético, mientras ella estaba embarazada. Después de que Maria muriera durante el parto, Howard utiliza una armadura biológica recién inventada para salvar la vida de su hijo: Antonio "Tony" Stark. Unos años más tarde, Obadiah Stane (empresa rival de Stark) secuestra y tortura al joven Tony para tratar de aprender a fabricar la bioarmadura para su propio beneficio personal. Poco tiempo después, Howard llega con un equipo SWAT y detiene a Zebediah. Después del incidente, una versión transparente de la armadura se desarrolla, y Tony comienza a asistir a una escuela preparatoria. Más tarde un mayor Tony desarrolla una armadura potenciada prototipo y se hace amigo de James Rhodes, un compañero de estudios.
Después de descubrir que los agresores se les ordenó de un desconocido que maten a Tony, Howard decide enrolar a Tony, Rhodes, y Nifara, que presenciaron el ataque, en el Edificio Baxter también inscrito Obadiah Stane (hijo de Zebediah Stane) en la escuela. Poco después de su llegada, Tony y Howard fueron testigos de como Obadiah mataba a un par de estudiantes e hizo que parezca un accidente. Howard fue testigo que Tony hizo su primer armadura "Iron Man" con la intención de castigar a Obadiah.
Algún tiempo después, Stark fue detenido sobre la base de pruebas plantadas (por Obadiah) en el espantoso asesinato de Zebediah Stane. Mientras el anciano Stark fue encarcelado injustamente por el asesinato de Zebediah Stane, el adolescente Stark se ve obligado a correr Empresas Stark en su lugar. Obadiah droga a un guardia de la prisión con una "bio-droga hiptonizante", y el guardia trata de matar a Howard. Él no, pero Howard recibe un disparo en el proceso y se encuentra en la UCI.
Mientras su hijo Tony trata de arreglar todos sus problemas actuales, Howard se recupera lo suficiente como para ir a la cárcel, pero los guardias enviados para escoltarlo, no fueron enviados por el Departamento de Policía. Howard les combate y se escapa. Tony se reúne con él, y dice que piensa que Loni (la primera esposa de Howard y la madre de Obadiah) es el cerebro detrás de la escena tratando de matarlos a todos. Iron Man, Máquina de Guerra, Nifara, Howard, y Obadiah se lanzaron a Utah para encontrar a Loni. Llegan y su helicóptero explota hiriendo a Máquina de Guerra. Obadiah cae por un precipicio, pero Iron Man lo atrapa cuando los terroristas llegan a la escena. Iron Man huye, pero los sigue como llevan a Obadiah a Loni y su escondite. Iron Man se mete en el compuesto y Loni lo inunda con gas venenoso tratando de matarlo, abandonando a Obadiah. Iron Man salva a Obadiah, pero Howard y Nifara son capturados por Loni. Después de que Loni dispare y mate a Nifara, ella confiesa que lo único que quería era poder, por lo tanto, ¿Por qué se casó con Howard, se divorció de Howard, se volvió a casar con Zebediah, tuvo a Obadiah, y más tarde mató a Zebediah?
Iron Man aparece, y Loni le dispara a Howard en el pecho, amenazando con dispararle de nuevo, si no apaga el traje. Tony se quita la armadura, y Loni le dispara en la cabeza, sin saber que todo su cuerpo es un cerebro y se cura a sí mismo. Tony lucha contra Loni, lo derrota, y tiende a su padre. Obadiah, enojado de que su madre lo abandonó por morir con el gas venenoso, entra en la habitación y la mata. Ellos (Tony, Obadiah, y Howard) son recogidos por los federales y van a casa.

### Marvel Noir
En la miniserie Marvel Noir Iron Man Noir, ambientada en la década de 1930, Howard Stark se cree que ha sido asesinado por agentes nazis. Finalmente se reveló que fue sometido a lavado de cerebro químico por los nazis, y se convirtió en Barón Zemo. Bajo esta apariencia, construye máquinas de guerra por los nazis. Muere cuando Iron Man destruye la nave del Barón von Strucker.

## En otros medios

### Televisión
- Howard Stark (identificado como Howard Walter Stark) apareció en la serie de 1994 Iron Man con la voz de Neil Ross en la primera temporada y Peter Renaday en la segunda temporada. Había algunos desacuerdos con Tony en su estilo de vida. Cuando Howard fue atacado en un accidente causado por Justin Hammer, Tony Stark, visitó a su padre en su lecho de muerte. En "No lejos del árbol", se reveló que Howard Stark está vivo y su muerte fue un encubrimiento por parte de S.H.I.E.L.D. para rescatar a uno de los suyos de A.I.M., Howard fue rescatado por Iron Man. Sin embargo, se reveló entonces que él era en realidad un clon enviado por AIM para infiltrarse en las Empresas Stark. El plan del clon fue frustrado, pero se las arregló para escapar.

- Howard Stark aparece en Iron Man: Armored Adventures, con la voz de Fred Henderson. En la serie, Howard supuestamente murió en el accidente aéreo, pero finalmente se reveló que fue secuestrado por el Mandarín porque su compañía había descubierto lo que se suponía que era un templo chino en suelo estadounidense, que resultó ser una tumba para uno de los Anillos Makluan del Mandarín; Se suponía que Stark ayudaría al Mandarín a recuperar los otros nueve anillos de todo el mundo. Cerca del final de la serie, Stark es encontrado y liberado por su hijo a quien sabe que es Iron Man, y resulta fundamental para frustrar la invasión de la Tierra por Makluan y reformar el Mandarín.[16]

- Howard Stark es mencionado en The Avengers: Earth's Mightiest Heroes episodio "Leyenda Viviente". Cuando Tony conoce al Capitán América, le dice que su padre solía contarle historias del Capitán América y Bucky. Al final del episodio, Tony le da al Capitán América una foto de Howard con el Capitán América y Bucky durante la guerra.
- Howard Stark aparece en la segunda temporada de Avengers Assemble, con la voz de Stephen Collins (en"Thanos Ataca"),[17] y de Charlie Schlatter (en "Resolución de Año Nuevo").[18] Esta versión es el creador de Arsenal y el conocido de Peggy Carter. En "Thanos Ataca", se lo ve en la transmisión del holograma del Arsenal para Tony Stark, que Steve Rogers también ve. Howard afirma que el Arsenal puede absorber cualquier cosa en una dimensión alternativa con la posibilidad de autodestruirse. Por supuesto, algunos de los mensajes de holograma de Stark se han corrompido con el tiempo. En la cuarta temporada, episodio "Resolución de Año Nuevo" en 1949 en la víspera de Año Nuevo, cuando son atacados por robots que se hacen pasar por agentes de Hydra que los llevan al presente. Kang el Conquistador quiere eliminar a Stark para que ni Iron Man ni Arno Stark existan. Durante la confrontación, Howard usa una de las armaduras de su hijo para luchar contra Kang. Capitán América y Iron Man derrotan a Kang y ayudan a enviar a Howard y Peggy (así como a Faustus) a 1949.

- Dominic Cooper interpreta a Howard Stark en Marvel's Agent Carter.[19][20] En la primera temporada, recluta a Peggy Carter para que lo ayude a descubrir quién lo ha encuadrado por vender armas en el mercado negro mientras se va de incógnito. Howard incluso recluta a su mayordomo Edwin Jarvis para ayudar en la misión de Peggy; Peggy y Edwin descubren que los culpables son la misteriosa organización Leviathan.[21] Sin el conocimiento de Peggy, Jarvis ha mantenido secretamente a Stark informado sobre los sucesos de la misión.[22] En la segunda temporada, Stark ayuda a Carter cuando se trata de la amenaza Materia Cero.[23] También se revela que era un viejo conocido de Joseph Manfredi.[24]
- Dominic Cooper está listo para repetir su papel de Howard Stark en la serie animada de Disney+, ¿Qué pasaría si...?[25]

### Películas
- En The Invincible Iron Man, Howard Stark (con la voz de John McCook) está vivo y bien, aunque su esposa (Maria) está muerta y su relación de Tony es tensa. Tras el regreso de Tony y Rhodes a los Estados Unidos, son buscados por S.H.I.E.L.D. por venta ilegal de armas, Tony inicialmente creyendo que su padre es responsable como un intento de encubrir su error al permitir que sus armas estén estar en condiciones de ser robadas en primer lugar (Se reveló que la evidencia fue plantada en realidad por Li Mei para tratar de mantener a Tony alejado).
- En Iron Man: Rise of Technovore, Iron Man nombró un satélite después de que su padre lo llamara Howard Satellite.
- Howard Stark se muestra en la serie de películas de acción en vivo Marvel Cinematic Universe producida por Marvel Studios, interpretado por Dominic Cooper y John Slattery.
  - Howard Stark es mostrado durante una breve presentación de diapositivas en el comienzo de la película Iron Man, interpretado por Gerard Sanders. Junto con su esposa, murió en un accidente muchos años antes de los acontecimientos de la película, dejando a Tony huérfano a los 17 años. Al igual que en los cómics, se menciona que Howard ha ayudado con el Proyecto Manhattan. Era un amigo y socio de negocios con Obadiah Stane, que dirige la industria y sirvió como mentor para Tony en su edad adulta. Cuando los derechos cinematográficos de Iron Man pertenecían a New Line Cinema, los primeros guiones tenían a Iron Man enfrentado contra Howard, quien se convertiría en Máquina de Guerra.
  - Slattery interpretó por primera vez al personaje en la película Iron Man 2. En ella es representado como si hubiera sido un cocreador de la tecnología del reactor arc (junto con Anton Vanko) y miembro fundador de S.H.I.E.L.D.. Su papel principal resultó ser como el creador original del reactor arc (que alimenta tanto el corazón de su hijo Tony como la armadura de Iron Man) y el diseño de un nuevo elemento que puede estabilizar el reactor, Howard carecía de la tecnología para crear el elemento en ese tiempo, por lo que integró la estructura atómica del elemento nuevo en una forma disfrazada de los planos de la maqueta de la Stark Expo. Suponiendo que la tecnología del futuro será capaz de sintetizar el material, filma un mensaje para su hijo Tony y sugiere que la clave es el modelo de la Expo. Antes de que la película termine, Howard dice que Tony es y siempre será su mayor creación. Después de examinar el modelo de la Expo, Tony descubre ese nuevo elemento, exclamando que su padre todavía lo lleva a la escuela, incluso después de estar muerto durante casi dos décadas. El nuevo elemento es la clave para un reactor arc más seguro y más potente, que Tony necesita para alimentar el electroimán que protege su corazón, sin envenenar su sangre, como lo hacía su anterior reactor arc. Creando un acelerador en miniatura en su laboratorio subterráneo, Tony es capaz de sintetizar el nuevo elemento, actualizar el diseño del reactor arc para limpiar su sangre, y construir una armadura de nuevo con el nuevo reactor a tiempo para la batalla final de la película.
  - Cooper representó por primera vez una versión más joven en la película de 2011, Capitán América: el primer vengador. Es uno de los miembros científicos del Proyecto Súper Soldado y luego en la Reserva Científica Estratégica. Sus contribuciones incluyen proporcionar a Steve Rogers tanto un uniforme táctico como un escudo. Después de que el acorazado Hydra que Rogers allanó se estrelló en el océano, Stark intentó encontrar a Rogers antes de que sus expediciones lo llevaran al Tesseract.
  - Cooper retoma su papel en Marvel One-Shot, Agent Carter, donde Peggy Carter ayuda a Stark durante la formación de S.H.I.E.L.D.[26]
  - Una fotografía de Cooper aparece en la película de Captain America: The Winter Soldier,[27] cuando Rogers y Romanoff se encuentran los cuarteles iniciales de S.H.I.E.L.D. y se enteran de que Armin Zola continúa vivo, y da a entender que HYDRA asesinó a Howard Stark y lo hizo parecer un accidente de auto.
  - Slattery retoma su papel en Ant-Man en un flashback de 1989, es testigo de la renuncia de Hank Pym a S.H.I.E.L.D. luego de que descubrieron que intentaban replicar las partículas Pym sin su consentimiento. Mientras se oponía a las acciones de Pym, Stark sintió que Mitchell Carson merecía el puñetazo de Hank tras el comentario inapropiado de Mitchell sobre Janet van Dyne.[28]
  - Slattery volvió a repetir el papel en la película de 2016, Capitán América: Civil War. El 16 de diciembre de 1991, el accidente de auto que se dice fue la causa de las muertes de Howard y María Stark fue causada por el Soldado del Invierno mientras estaba bajo el control de Hydra, lo que provocó que el auto de Stark se estrellara y matara a los Starks después de que sobrevivieran en el impacto inicial.
  - Slattery vuelve a repetir el papel en la película de 2019, Avengers: Endgame. En la película, se encuentra con su hijo que viaja en el tiempo, sin darse cuenta de su identidad y su misión de recuperar el Teseracto, los dos conversan sobre sus vidas, que termina cuando Tony le da las gracias por todo antes de irse. Confundido, le pregunta a Jarvis si lo han conocido antes.

### Videojuegos
- Tony Stark aparece en Captain America: Super Soldier, con la voz de Liam O'Brien.
- Tony Stark aparece en Lego Marvel Super Heroes.